# Świadkowie Jehowy w Izraelu
Świadkowie Jehowy w Izraelu – społeczność wyznaniowa w Izraelu, należąca do ogólnoświatowej wspólnoty Świadków Jehowy, licząca w 2023 roku 2129 głosicieli należących do 32 zborów (bez Autonomii Palestyńskiej). Na dorocznej uroczystości Wieczerzy Pańskiej w 2023 roku zgromadziło się 3835 osób.
Biuro Oddziału koordynujące działalność Świadków Jehowy w Izraelu oraz Świadków Jehowy w Autonomii Palestyńskiej znajduje się w Tel Awiwie.

## Historia

### Początki
W 1891 roku podczas swojej pierwszej podróży za ocean Charles Taze Russell przebywał na terenie Palestyny. 24 kwietnia 1910 roku C.T. Russell przemawiał w przepełnionej jerozolimskiej Akademii Muzycznej (około 2000 osób nie mogło się dostać do środka). W tym mieście Russell ze swymi towarzyszami obchodzili Pamiątkę, zwiedzili również inne miejscowości w Palestynie. Małżeństwo Thompsonów, które odwiedzało niektóre miasta, rozpowszechniając literaturę biblijną jako kolporterzy, założyło pierwszą grupę studium w Jerozolimie.

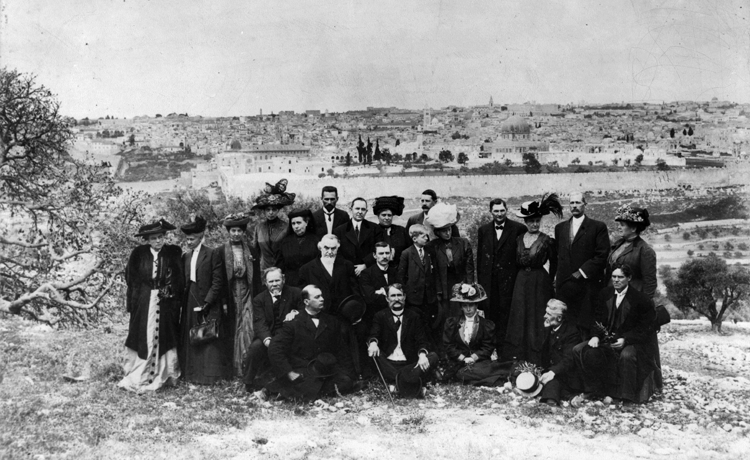
C.T. Russell i J.F. Rutherford na Górze Oliwnej (24 kwietnia 1910)

W 1915 roku Hanna Hechmi, który w 1913 roku powrócił do rodzinnego Ramallah, lecz musiał wrócić do Stanów Zjednoczonych, osiedlił się tym razem w Hajfie i dzielił się swoimi wierzeniami.
W roku 1920 Joseph Franklin Rutherford oraz Alexander Hugh Macmillan odwiedzili Palestynę, a Rutherford wygłosił przemówienie publiczne w Jerozolimie. W Ramallah utworzono biuro Towarzystwa Strażnica wraz ze składem literatury biblijnej. Arabski zbór w Ramallah, liczący wówczas 12 głosicieli, rozpoczął organizowanie działalności kaznodziejskiej w Jerozolimie, Nazarecie, Hajfie i innych miastach Brytyjskiego Mandatu Palestyny.
W latach 30. dzięki działalności zboru w Ramallah powstała mała grupa w Hajfie, którą przez pewien czas wspierał egipski współwyznawca David Farjini, który czasowo pracował w Hajfie. Ta kilkuosobowa grupa spotykała się w domach prywatnych do końca II wojny światowej, a okazjonalnie odwiedzali ją współwyznawcy z Bejrutu. Przewodzili jej wówczas Ibrahim (zm. 1978) i Atallah Szehadi (zm. 1979).
Wkrótce po II wojnie światowej do Hajfy powrócił Joseph Abdennour, który wierzenia Świadków Jehowy przyjął na Kubie. Posiadając większe doświadczenie lepiej zorganizował działalność zboru. Później ze względów biznesowych przeniósł się do Nablusu, gdzie samotnie prowadził działalność kaznodziejską aż do swej śmierci w roku 1968.
W 1947 roku Izrael odwiedził Nathan H. Knorr i Milton G. Henschel. W całym kraju publikacje Towarzystwa Strażnica studiowało 55 osób. Byli wśród nich Arabowie, Rosjanie, Ukraińcy i Niemcy. Grupa emigrantów z Europy w Bat Jam studiowała „Strażnicę” w języku niemieckim. W Bajt Dżala utworzono skład literatury biblijnej. Jeszcze w tym samym roku w Hajfie zorganizowano zgromadzenie pod hasłem „Rozrost wszystkich narodów”, w którym uczestniczyło około 80 osób z Hajfy, Bat Jam, Ramallah i Bajt Dżala.

### Lata 1948–1967
Po wybuchu wojny izraelsko-arabskiej utracono kontakt z Biurem Głównym w Brooklynie. Nadzór nad działalnością sprawowało cypryjskie Biuro Oddziału. W 1948 roku, w związku z powstaniem państwa Izrael i zmianami granic, grupy głosicieli z Jerozolimy, Hajfy i Tel Awiwu znalazły się na terytorium państwa Izrael, a dwa zbory z rejonów Betlejem i Ramallah na terytorium Transjordanii. Niektórzy głosiciele pochodzenia arabskiego przenieśli się do Egiptu, Libanu i Syrii, aby tam kontynuować działalność kaznodziejską. Dwóch pionierów pochodzących z Rosji, prowadzących działalność kaznodziejską w Jerozolimie, zostało aresztowanych przez wojsko izraelskie.
W lutym 1948 roku Frieda Susser, która została ochrzczona w Polsce w 1942 roku, osiedliła się w Izraelu i jakiś czas później spotykała się z grupą w Bat Jam a po wyjeździe innych samotnie głosiła w Tel Awiw-Jafa. W roku 1950 dołączyła do niej Fanny Mintzer, imigrantka z Polski. W czerwcu 1951 roku do Izraela, przybyli również pierwsi misjonarze, absolwenci Biblijnej Szkoły Strażnicy – Gilead. Byli to Ben i Grace Wiens oraz Thomas i Mary Wayne. Przez kilka lat działalność prowadzili głównie w Jerozolimie, a później także w okolicach Hajfy i Tel Awiwu. W roku 1951 w Izraelu było 11 głosicieli. Wiosną 1951 roku 22 osoby zostały ochrzczone w rzece Jordan. W styczniu 1952 roku do kraju przybyli Nathan Knorr i Milton Henschel z nowojorskiego Biura Głównego. 24 stycznia w Jerozolimie wygłosili przemówienie publiczne, którego wysłuchało 51 osób.
W roku 1955 miała miejsce pierwsza wizyta w Izraelu cypryjskiego sługi Biura Oddziału, sprawującego nadzór nad działalnością miejscowych głosicieli. W Hajfie zorganizowano niewielkie zgromadzenie, na którym był obecny Don Rendell, sługa oddziału cypryjskiego. W zgromadzeniu uczestniczyło około 50–60 osób, a program był przedstawiany w sześciu językach. W Jerozolimie Don Rendell wyświetlał film Społeczeństwo nowego świata w działaniu, o działalności Świadków Jehowy i wygłosił związany z nim wykład publiczny.
W 1955 roku w kraju działało 23 głosicieli. W czerwcu 1956 roku grupa w Hajfie przekształciła się w samodzielny zbór, a w październiku tego samego roku niewielki zbór uformował się w Tel Awiwie. W siedmioosobowym zborze w Tel Awiwie zebrania były tłumaczone z języka angielskiego i polskiego na hebrajski lub odwrotnie. W roku 1958 do Tel Awiwu zostali skierowani misjonarze Alex i Athena Pannis oraz pochodząca z Urugwaju pionierka specjalna Anita Seclenov. Nadali oni rozmach działalności kaznodziejskiej w tym mieście. Gdy misjonarze zostali przeniesieni do Nazaretu, nadzorcą zboru został pochodzący z Turcji Abaye Behar, również absolwent Gilead. Z czasem do zboru dołączył przybyły z Turcji David Namer, późniejszy członek Komitetu Oddziału.
W grudniu 1962 roku wydano pierwszy numer „Strażnicy” w języku hebrajskim. W tłumaczeniu brała udział wychowana w Izraelu Szoszana Giwati, która powróciła ze Stanów Zjednoczonych, a ochrzczona została w roku 1960. Nakład czasopisma szybko wzrósł z 300–400 do 2000 egzemplarzy. W związku z zakazem sprowadzania do kraju literatury w języku hebrajskim „Strażnica” była drukowana w lokalnej prywatnej drukarni.
1 stycznia 1963 roku w Hajfie utworzono Biuro Oddziału, a 15 listopada tego roku izraelskie władze zarejestrowały jednostkę prawną reprezentującą Świadków Jehowy. W tym samym roku Towarzystwo Strażnica zakupiło budynek w centrum Tel Awiwu z przeznaczeniem na Salę Królestwa dla dwóch lokalnych zborów. Delegaci na Okołoziemski Kongres Świadków Jehowy pod hasłem „Wiecznotrwała dobra nowina”, który odbył się w roku 1963 również w Izraelu zwiedzali miasta biblijne. W czerwcu 1966 roku w Hajfie wynajęto budynek, w którym urządzono Salę Królestwa, Biuro Oddziału oraz pomieszczenia mieszkalne dla małej rodziny Betel. W 1967 roku w działalności kaznodziejskiej brało udział 126 głosicieli.

### Od roku 1967
Przez blisko 20 lat Świadkowie Jehowy w Izraelu i Palestynie nie mogli się ze sobą kontaktować. Ta sytuacja prawna trwała aż do tzw. „wojny sześciodniowej”, po której zbory w Ramallah i Betlejem znalazły się na terenie kontrolowanym przez państwo Izrael W 1967 roku kontakty wznowiono, a Świadkowie Jehowy mogli ponownie wspólnie się zgromadzać. Od tego roku w zgromadzeniach obwodowych i okręgowych, które organizowano w Izraelu uczestniczyli Świadkowie Jehowy z Zachodniego Brzegu
W 1973 roku w trakcie wojny Jom Kipur, gdy rząd anulował wszystkie wcześniej przyznane zwolnienia od służby wojskowej niektórzy Świadkowie Jehowy zostali aresztowani i skazani na karę pozbawienia wolności w więzieniach wojskowych. Miejscowi współwyznawcy zorganizowali wsparcie oraz pomoc materialną dla ich rodzin. Informacje prasowe dotyczące trudnych warunków przetrzymywania więźniów oraz ich nieludzkiego traktowania doprowadziły do zwolnienia ich z więzień.
W 1973 roku zorganizowano program wycieczek do miejsc związanych z Biblią, z którego skorzystało ponad 3500 osób. W roku 1978 program ten został powtórzony, a skorzystało z niego 14 000 gości z ponad 40 krajów. W roku 1979 na kongresie pod hasłem „Żywa nadzieja” w Izraelu zebrało się ponad 350 osób, a delegaci z 40 krajów zwiedzali historyczne miejscowości i inne miejsca biblijne np. górę Synaj, leżącą wówczas na terenie okupowanym przez Izrael oraz górę Karmel.
W roku 1982 Biuro Oddziału przeniesiono do Tel Awiwu.
W 1985 roku w różnych rejonach Izraela Świadkowie Jehowy spotykali się z prześladowaniami. Najpierw zaczęto malować obelżywe napisy na ścianach Biura Oddziału w Tel Awiwie, a wkrótce potem doszło do ataków i do prób podpalenia budynku Biura. U wejścia podłożono bombę odłamkową. Dwa razy na tydzień organizowano demonstracje protestacyjne, w których uczestniczyło do 400 ekstremistów religijnych. Ponieważ wiadomość o nich dotarła poprzez środki masowego przekazu do szerokiego ogółu, wierzenia Świadków Jehowy stały się znane w całym kraju.
W listopadzie 1987 roku pod presją ekstremistów religijnych władze w Tel Awiwie zabroniły Świadkom Jehowy urządzania zebrań w Sali Królestwa, znajdującej się w Biurze Oddziału. Odtąd przez trzy lata spotykali się więc w wynajętych obiektach, a ich liczba wynosiła wówczas 343 osoby.
W 1990 roku ponownie przywrócono prawo do zgromadzeń w Salach Królestwa. Odbył się kongres okręgowy pod hasłem „Czysta mowa” w Hajfie z udziałem 600 osób pochodzenia żydowskiego i arabskiego, będących Świadkami Jehowy. 7 września 1992 roku po zaleceniu prokuratora generalnego Okręgowa Komisja Apelacyjna anulowała swoje rozporządzenie, zabraniające Świadkom Jehowy korzystania z ich Sali Królestwa w Tel Awiwie. W 1994 roku w Izraelu działalność kaznodziejską prowadziło 520 głosicieli. W tym samym roku powstała niewielka Sala Zgromadzeń w Betlejem, z której korzystają również zbory położone w Izraelu.
W marcu 1997 roku skrajnie ortodoksyjni Żydzi trzy razy włamali się do Sali Królestwa w Lod i dwukrotnie ją zdemolowali. Policja odmówiła interwencji. Naprawą zniszczeń zajęło się 15 Świadków Jehowy, którzy jako turyści przypłynęli statkiem wycieczkowym. W grudniu w Jafie koło Tel Awiwu ekstremiści urządzili przed terenem, gdzie odbywał się kongres demonstrację z udziałem około 300 osób. Kilkanaście kobiet zostało dotkliwie pobitych.
W 1999 roku Świadkowie Jehowy złożyli ponad 120 skarg na temat incydentów z izraelską policją, niereagującą na pobicia i niszczenie mienia przez żydowskich fanatyków religijnych. Jeden ze Świadków Jehowy został aresztowany i oskarżony o to, że „obrażał uczucia religijne” poprzez rozpowszechnianie literatury religijnej na centralnym dworcu autobusowym w Tel Awiwie. Został aresztowany po skardze członka organizacji Yad L'achim. Okazało się, że była to zemsta za złożenie przez niego wcześniej pięciu oddzielnych skarg przeciwko członkom Yad L'achim o brutalne pobicie.
W latach 90. XX w. w Hajfie powstała pierwsza grupa rosyjskojęzyczna, która z czasem przekształciła się w zbór liczący ponad 120 głosicieli.

### Od roku 2000
W sierpniu 2001 roku delegacja Świadków Jehowy z Izraela i Autonomii Palestyńskiej uczestniczyła w kongresie międzynarodowym pod hasłem „Nauczyciele słowa Bożego” w Rzymie.
5 lutego 2007 roku Sąd Okręgowy w Hajfie wydał werdykt, który głosił, że nie zgadzając się na wynajem obiektu na zgromadzenie religijne, kierownictwo miejscowego centrum kongresowego dopuściło się dyskryminacji względem Świadków Jehowy i w ramach zadośćuczynienia winni mają pokryć część kosztów postępowania. Działalność kaznodziejską prowadziło wówczas 1296 osób.
W 2009 roku działalność kaznodziejską prowadziło ponad 1330 głosicieli. Latem delegacja izraelskich oraz palestyńskich Świadków Jehowy była obecna na kongresie międzynarodowym pod hasłem „Czuwajcie!” w Rzymie.
3 maja 2010 roku grupa 100 ultraortodoksyjnych Żydów obrzuciła kamieniami halę w Holonie, w której zgromadziło się około 900 wyznawców. Na corocznej uroczystości Wieczerzy Pańskiej zebrało się 2761 osób.
W lipcu 2012 roku w Tel Awiwie zorganizowano kongres specjalny pod hasłem „Strzeż swego serca!”. Program został przedstawiony w języku hebrajskim, angielskim, arabskim, rosyjskim oraz izraelskim migowym. Ogłoszono wydanie Chrześcijańskich Pism Greckich w Przekładzie Nowego Świata w języku hebrajskim (Pisma Hebrajskie (Stary Testament) po hebrajsku został wydany w 2020 roku). W kongresie uczestniczyło 3771 osób, w tym 1500 zagranicznych delegatów, m.in. z Izraela, Grecji, Palestyny, Stanów Zjednoczonych i Włoch. 25 osób zostało ochrzczonych.

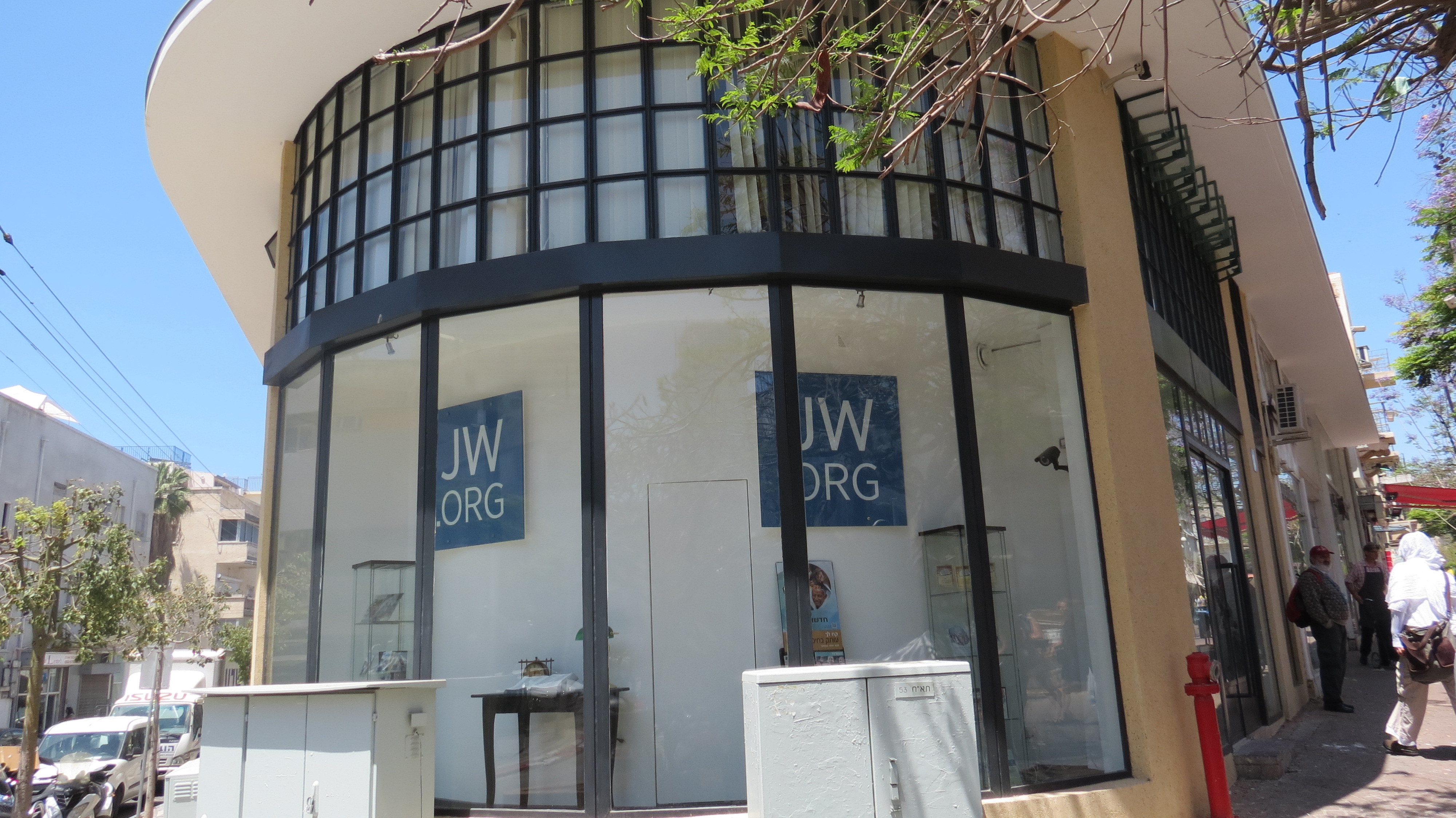
Biuro Oddziału w Tel Awiwie

W październiku 2014 roku w Tel Awiwie oddano do użytku przebudowane obiekty Betel, w którym pracuje 52 wolontariuszy. W tym samym roku rozpoczęto specjalną publiczną działalność ze stojakami z literaturą biblijną na terenie aglomeracji Tel Awiwu.
29 kwietnia 2015 roku Sąd Najwyższy Izraela podtrzymał prawo Świadków Jehowy do pokojowych zgromadzeń religijnych. Decyzja ta pozwoliła na zorganizowanie zgromadzeń religijnych w dniach 18 kwietnia i 2 maja 2015 roku w mieście Ra’ananna pomimo próby wywarcia presji przez religijnych członków rady miejskiej na urząd miasta. Miejscowa policja zapewniła ochronę i możliwość zorganizowania zgromadzenia grupie około 600 Świadków Jehowy, mimo że doszło do próby zakłócenia przebiegu zgromadzenia przez grupę około 1500 członków ultraortodoksyjnej organizacji.
W październiku 2015 roku delegacja Świadków Jehowy z Izraela uczestniczyła w kongresie specjalnym pod hasłem „Naśladujmy Jezusa!” na Malcie.
29 października 2016 roku naukę zakończyła 1. klasa Kursu dla Ewangelizatorów Królestwa w Izraelu.
W 2017 roku w Tel Awiwie w ośrodku kulturalnym Hatachana zaprezentowano wystawę, zorganizowaną przez Świadków Jehowy, ukazującą przeżycia członków wyznania w czasach nazizmu. Od 26 listopada do 2 grudnia 2017 roku obejrzało ją około 1700 osób. Celem wystawy było zwiększenie społecznej świadomości na temat prześladowań, które spotkały Świadków Jehowy w okresie III Rzeszy. Zawierała ona materiały filmowe, historyczne fotografie, replikę noszonego w obozie koncentracyjnym pasiaka, jak również serię 27 akwarel z kolekcji „The Buchenwald Series” autorstwa Johannesa Steyera (1908–1998), więźnia obozów koncentracyjnych w Buchenwaldzie, Mauthausen, Sachsenburgu i Sachsenhausen. W czasach Holocaustu Świadkowie Jehowy, mimo iż sami byli prześladowani, udzielali pomocy i schronienia Żydom. Do roku 2017 Instytut Pamięci Narodowej Jad Waszem uhonorował 21 członków społeczności badackich narodowości polskiej, węgierskiej, białoruskiej i słowackiej medalem „Sprawiedliwy wśród Narodów Świata”.
W 2019 roku delegacje z Izraela brały udział w kongresach międzynarodowych pod hasłem „Miłość nigdy nie zawodzi!” w Południowej Afryce i w Stanach Zjednoczonych.
Na specjalnym spotkaniu, które z udziałem 2125 osób odbyło się 11 stycznia 2020 roku w Romema Arena w Hajfie, członek Ciała Kierowniczego Geoffrey Jackson ogłosił wydanie Pism Hebrajskich (Tanach) w Przekładzie Nowego Świata w języku hebrajskim. W 2020 roku 603 głosicieli w Izraelu należała do zborów hebrajskojęzycznych.
Z powodu pandemii COVID-19 15 maja 2021 roku zgromadzenie obwodowe przeprowadzono w formie online za pośrednictwem serwisu JW Stream–Studio. Po południu program był trzy razy przerywany z powodu alarmów ogłaszanych przez władze. Pomimo konfliktu w języku hebrajskim skorzystało z niego 804 głosicieli. Oprócz tego ze swoim obwodem połączyło się 297 głosicieli tagalskojęzycznych. 22 maja 2021 roku odbyło się zgromadzenie obwodowe dla pięciu zborów arabskojęzycznych.
7 marca 2022 roku w Centrum Edukacji Humanistycznej, mieszczącym się w Muzeum Bojowników Getta w Lochame ha-Geta’ot, otwarto wystawę ukazującą odważną postawę Świadków Jehowy w czasie nazistowskich prześladowań. Została przygotowana w językach angielskim, arabskim i hebrajskim.
2 maja 2022 roku wydano Pismo Święte w Przekładzie Nowego Świata we współczesnym języku hebrajskim. Wydanie zawiera Pisma Hebrajskie opublikowane w 2020 roku oraz zrewidowane Chrześcijańskie Pisma Greckie. W 2022 roku w 11 zborach hebrajskojęzycznych działało 616 głosicieli.
W 2024 roku delegacje z Izraela brały udział w kongresach specjalnych pod hasłem „Głośmy dobrą nowinę!” w Chile i Stanach Zjednoczonych.

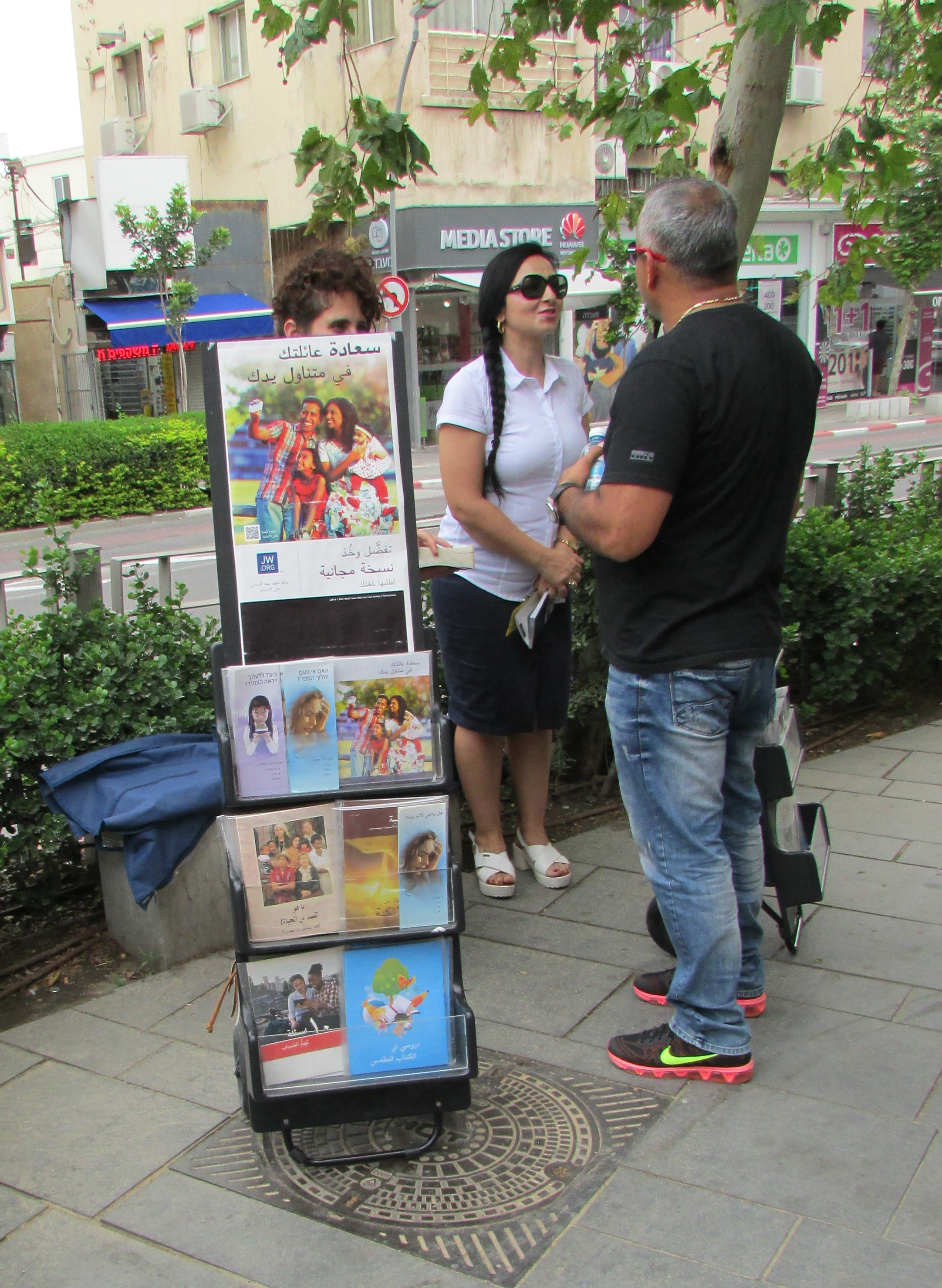
Publiczna działalność ewangelizacyjna z wózkami z bezpłatnymi publikacjami biblijnymi po arabsku w Hajfie

Zbory Świadków Jehowy prowadzą działalność w Tel Awiwie, Aszdodzie, Aszkelonie, Bajt Dżala, Beer Szewie, Hajfie, Ha-Kerajot, Jerozolimie, Lod, Nazarecie, Netanji, Petach Tikwa, Ramli, Riszon le-Cijjon i w najbliższych okolicach tych miast. Oprócz 8 zborów hebrajskojęzycznych (i grupy hebrajskojęzycznej w Ejlacie) i 4 arabskojęzycznych w Izraelu działa 13 zborów rosyjskojęzycznych (oraz 5 grup rosyjskojęzycznych w Aradzie, Dimonie, Ejlacie, Jerozolimie i Karmiel), 1 zbór angielskojęzyczny (oraz 2 grupy angielskojęzyczne w Hajfie i Jerozolimie), 1 zbór hebrajskiego języka migowego, grupa gruzińskojęzyczna (w Holon), grupa hiszpańskojęzyczna (w Ramli) oraz grupa tagalskojęzyczna i amharskojęzyczna (w Tel Awiwie).
Kongresy regionalne odbywają się w języku hebrajskim, rosyjskim, hiszpańskim i izraelskim migowym w Tel Awiwie, a w języku angielskim w Riszon le-Cijjon. W Biurze Oddziału w Tel Awiwie literaturę biblijną tłumaczy się na język hebrajski oraz na izraelski język migowy.
W latach 2000 i 2014 Świadkowie Jehowy wnioskowali o prawne uznanie ich za społeczność religijną, lecz wniosek ten wciąż oczekuje na rozpatrzenie.